# Ferrante Fornari
Ferrante Fornari (Brindisi, 1º gennaio 1533 – Napoli, 5 marzo 1603) è stato un giurista italiano.

## Biografia
Nacque a Brindisi nel 1533 da Luzio e Orsola Bovio, sorella di Giovanni Carlo Bovio, arcivescovo di Brindisi.
Compì i suoi studi a Napoli e nella capitale del Regno svolse la sua attività. Fu Giudice della Gran Curia Criminale (1575) e Regio Consigliere (1576); Presidente della Regia Camera e Reggente della Regia Cancelleria (dal 1587 al 1592). 
Nel 1595 Filippo II lo nominò suo Consigliere Collaterale nel Supremo Consiglio e Luogotenente di Camera. 
Fece costruire nella chiesa del Gesù Nuovo in Napoli la magnifica Cappella della Natività. 
Morì a Napoli nel 1603.